# Philipp Ludwig Statius Müller
Philipp Ludwig Statius Müller (Esens, 25 de abril de 1725 – Erlangen, 5 de janeiro de 1776) foi um teólogo luterano, zoólogo e professor universitário alemão do Sacro Império Romano-Germânico. Iniciou sua carreira como religioso, antes de ingressar no campo das ciências naturais.

## Início de vida, educação e família
Philipp Ludwig Statius nasceu na cidade de Esens, na Frísia Oriental, Baixa Saxônia, em 25 de abril de 1725. Era filho da saxônica Maria Philippina (nee Franke) e do religioso luterano Christian Anton Statius Müller, que era pastor. Após o nascimento do filho, Christian mudou-se de Dunum para a congregação protestante em Leeuwarden.
Do lado paterno, Philipp Statius Müller descendia de uma família da nobreza holandesa, originalmente, chamada apenas de "Statius", decidindo adotar o nome "Müller" posteriormente, após se estabelecer na Alemanha.
Iniciou seus estudos em Gota, em 1740. Entre 1741 e 1744, foi admitido na Universidade de Jena, onde estudou teologia e filosofia. Em 30 de outubro de 1745, tornou-se sacerdote de uma congregação luterana de Amersfoort.

## Carreira
Em 1749, se mudou para Leeuwarden. No ano seguinte, Statius Müller foi acusado por um membro do conselho da igreja onde trabalhava por envolvimento com Balthasar Bekker e representação de alguns pontos de vista teológicos, comprometidos com o Iluminismo.
Este caso foi reportado ao Consistório de Amsterdão e, em 1753, inaugurada uma comissão constituída por dez teólogos, com os quais Müller teria de responder. Finalmente, em 1754, após um debate público na igreja luterana em Leeuwarden, Statius Müller rompeu com a congregação.
Em 1762, tornou-se professor universitário e também pregador da igreja universitária, e, mais tarde, em 1764, tornou-se o bibliotecário da Universidade de Erlangen-Nuremberg. Em razão de seu amplo conhecimento filosófico, ministrou palestras sobre lógica, metafísica, retórica, política, língua neerlandesa e até cameralismo. Foi também professor de ciências naturais, principalmente botânica, fitoterapia e geografia. Em 1766, foi eleito membro da Academia Leopoldina.
Entre os anos de 1773 e 1776, publicou uma tradução em alemão do Systema Naturae, de Carl Linnaeus. O suplemento de 1776 continha uma série de classificações científicas para diversas espécies, entre as quais, o dugongo, o guanaco, o potto, a garça-tricolor, a cacatua-branca, a cacatua filipina e o jacu-cigano.

## Morte
Philipp Ludwig Statius Müller morreu em 5 de janeiro de 1776, em Erlangen, Baviera, aos 50 anos de idade, pouco após a publicação da tradução em alemão do Systema Naturae.

## Obra
- Statius Müller, P. L. 1776. Des Ritters Carl von Linné... Vollständiges Natursystem: nach der zwölften lateinischen Ausgabe, und nach Anleitung des holländischen Houttuynischen Werks, mit einer ausführlichen Erklärung. Nüremberg. (Raspe, Gabriel Nicolaus).